# جون بایز

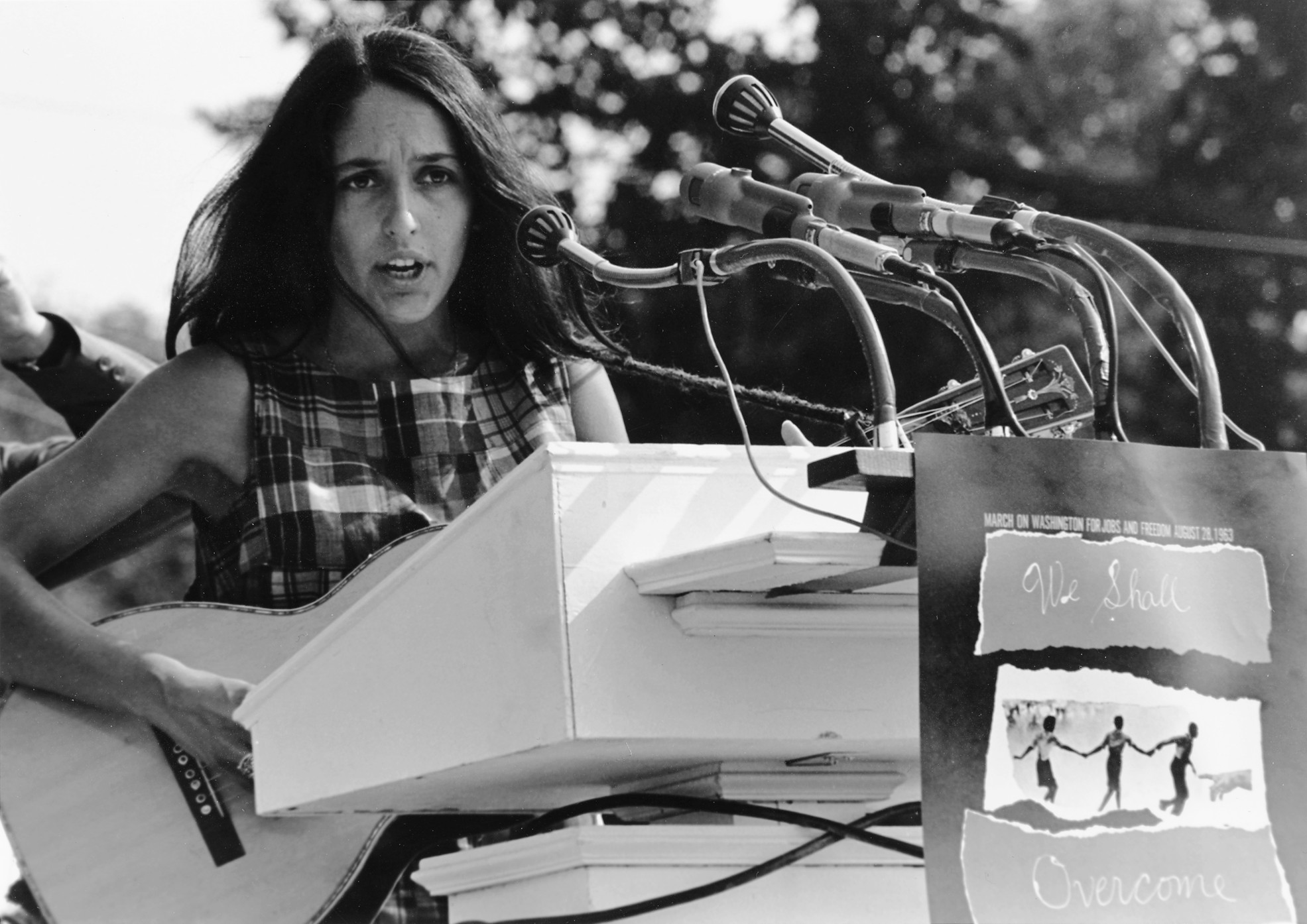
جُون بایز، سال ۱۹۶۳

جُون شاندوز بایز (به انگلیسی: Joan Chandos Báez) (زاده ۹ ژانویه ۱۹۴۱) خواننده، ترانه‌نویس و کنشگر آمریکایی است. وی به صدای گیرا و بیان بی‌پردهٔ نظرات سیاسی و انسان‌دوستانه‌اش مشهور است. بایز در فستیوال تاریخ‌ساز وودستاک سال ۱۹۶۹ سه ترانه اجرا کرد و به مشهور شدن ترانه‌های باب دیلن در سرتاسر آمریکا کمک کرد. محبوب‌ترین ترانهٔ او «الماس و زنگار» است و از ترانه‌های دیگر او می‌توان به «بدرود، انجلینا»، «عشق تنها واژه‌ایست چهارحرفی»، «سِر گالاهاد نازنین» و بازاجرای «ما پیروز می‌شویم» اشاره کرد. بایز ترانهٔ «جو هیل» را نیز در وودستاک اجرا کرد، که یکی از محبوب‌ترین ترانه‌های اعتراضی در ستایش جو هیل فعال حقوق کارگری است.
بایز در سال ۱۹۶۲ به‌طور فعال در جنبش حقوق مدنی (به انگلیسی: Civil Rights Movement) آمریکا شرکت کرد و به قوانین تبعیض‌آمیز نژادی اعتراض کرد. وی که در طول عمر هنری‌اش بارها به دخالت آمریکا در جنگ ویتنام اعتراض کرد، به مبارزات سیاسی و اجتماعی از جمله دفاع از حقوق بشر، حقوق مدنی، حقوق همجنس‌گرایان و کنشگری در زمینهٔ پرهیز از خشونت و محیط زیست نیز شهرت دارد.

## زندگی و حرفهٔ هنری

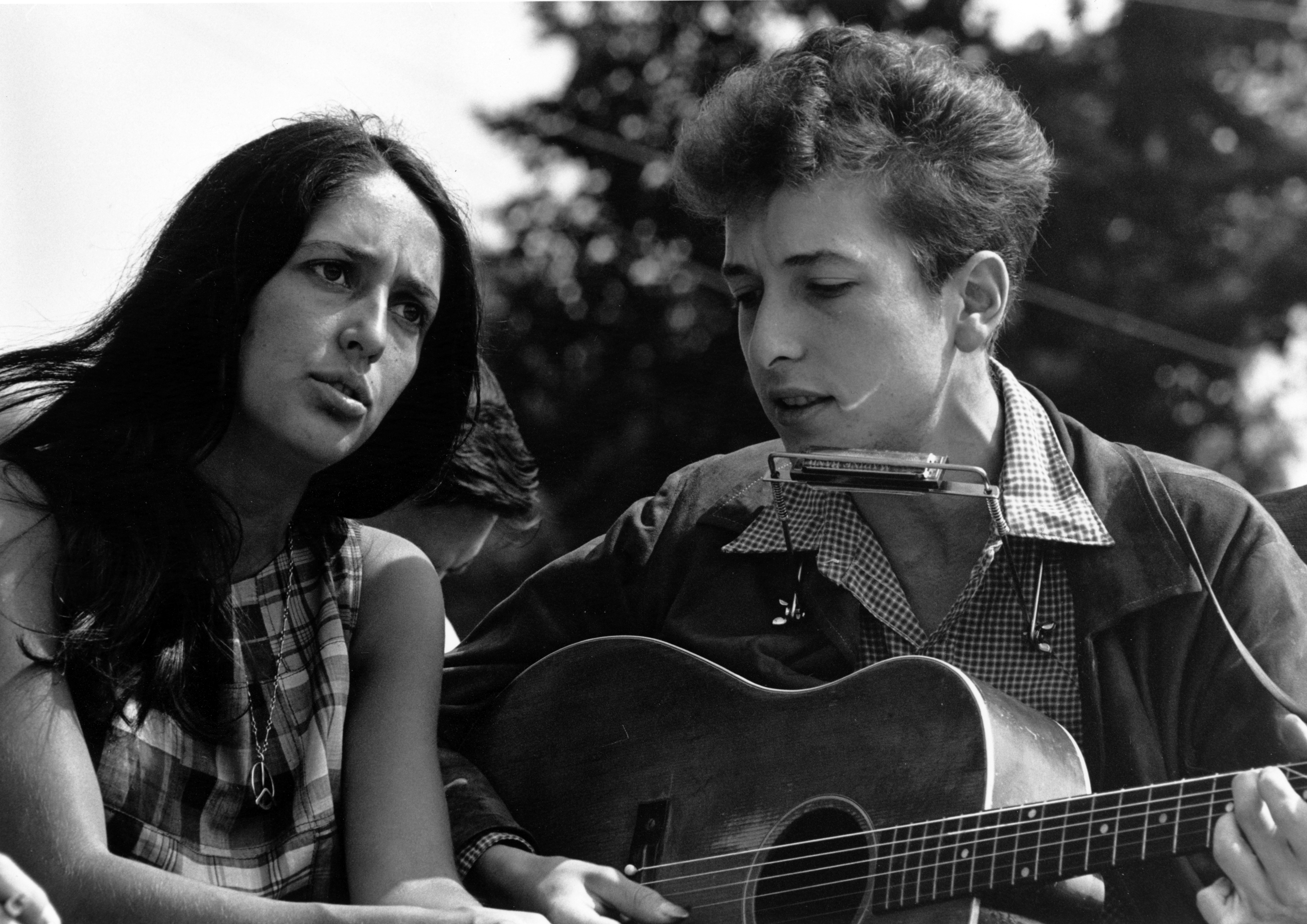
جُون بایز و باب دیلن در حال اجرای ترانه‌ای در راهپیمایی به سوی واشینگتن برای کار و آزادی به تاریخ ۲۸ اوت ۱۹۶۳ میلادی.

جُون در سیزده سالگی در یکی از کنسرت‌های پیت سیگر خواننده مشهور فولک شرکت کرد و عمیقاً تحت تأثیر موسیقی او قرار گرفت. او بعدها اودتا و مارین اندرسون را به همراه سیگر از جمله هنرمندانی خواند که الهام‌بخشش بوده‌اند. جُون با باب گیبسن آشنا شد که در سال ۱۹۵۹ از او دعوت کرد در فستیوال نیوپورت شرکت کند، اجرای او در این جشنواره که نظرهای زیادی را به خود جلب نمود به سکوی پرش وی بدل شد. بایز اولین آلبوم خود را با نام جُون بایز در ۱۹۶۰ منتشر کرد، که مجموعه‌ای است از بالادها (ballad) یا تصنیف‌های محلی سنتی، از جمله تعدادی از بالادهای چایلد (بالادهای انگلیسی و اسکاتلندی که فرانسیس چایلد در قرن نوزدهم گردآوری کرد) مثل «مری همیلتن»، بلوز و سوگ‌ترانه‌ها به همراهی گیتار که فروش خوبی داشت. جُون برای نخستین بار در آلبوم جون بایز در کنسرت، قسمت دوم یکی از ترانه‌های باب دیلن را کاور کرد. از اواسط دهه ۶۰ میلادی جُون به پیش‌قراول جنبش احیای فولک یا roots revival بدل شد و دیلن را که در آن زمان ناشناخته بود به مخاطبینش معرفی کرد (آن‌ها از ۱۹۶۲ تا ۱۹۶۵ با یکدیگر رابطه عاطفی داشتند) و با موزیسین‌های معاصرش مثل جودی کالینز، امیلو هریس، جونی میچل و بانی ریت به رقابت پرداخت.
جُون در سال ۱۹۶۳ به همراه باب دیلن در فستیوال فولک‌مونتری آواز خواند و در تابستان به‌طور مشترک یک تور کنسرت داخلی آمریکا برگزار کردند. از آلبوم‌های شاخص بایز می‌توان به غسل تعمید اشاره کرد که یک آلبوم مفهومی است شامل اشعاری از شعرای شهیر همچون جیمز جویس، فدریکو گارسیا لورکا و والت ویتمن که توسط بایز دکلمه یا آواز می‌شود. آلبوم دیگر او جُون نیز شامل تأویل‌هایی از ترانه‌های موزیسین‌های معاصر آن دوره مثل جان لنون، پل مک‌کارتنی، تیم هاردین، پل سایمون و دونووان است. در ۱۹۶۸ جُون به نشویل در تنسی رفت و آلبوم دیوید را منتشر کرد که مایه‌های کانتری دارد و آن را به همسرش در آن زمان دیوید هریس تقدیم کرد که یکی از معترضان برجسته به جنگ ویتنام بود و علاقه‌مند به موسیقی کانتری.
حضور جُون در وودستاک در سال ۱۹۶۹ و به خصوص پس از انتشار موفق فیلم مستند وودستاک در ۱۹۷۰ او را در سطح بین‌المللی مطرح ساخت. سبک آواز متمایز و کنشگری سیاسی بایز تأثیر درخور توجهی بر موسیقی پاپ گذاشت. او از نخستین موزیسین‌هایی است که از محبوبیت خود به عنوان محملی برای اعتراض اجتماعی، آواز و تظاهرات برای صلح و حقوق بشر بهره برد. جذابیت او از مرز مخاطبین موسیقی فولک بسیار فراتر رفته‌است.
جُون «قصهٔ بنگلادش» را طی کنسرت برای بنگلادش در سال ۱۹۷۱ نوشت و اجرا کرد که بر اساس ماجرای حمله ارتش پاکستان به دانشجویان بنگالی دانشگاه داکا که بی‌سلاح در خواب بودند است، این اتفاق که در ۱۹۷۱ رخ داد جرقه‌های جنگ آزادی‌بخش بنگلادش را روشن کرد.
«پسرم اکنون کجایی؟» ترانه‌ای بیست و سه دقیقه‌ای است که در آلبومی با همین نام منتشر شد که به بازدید بایز از هانوی در ویتنام در سپتامبر ۱۹۷۲ استناد می‌کند، طی این سفر بایز و همراهانش از بمباران کریسمس یازده‌روزه هانوی و هایفونگ جان‌به‌در بردند.
جُون ترانهٔ "Gracias a la Vida" را که در اصل خوانندهٔ فولک اهل شیلی ویولتا پارا آن را ساخته و اجرا کرده‌است، در آلبومی با همین نام که در ۱۹۷۲ منتشر شد بازاجرا کرد و آن را به عنوان «پیام امید به شیلیایی‌های تحت ستم آگوستو پینوشه» پس از مرگ سالوادور آلنده پیشکش کرد. برخی از ترانه‌های دیگر این آلبوم را موزیسین شیلیایی ویکتور خارا دستچین کرده‌است.
در ۱۹۸۹ بایز در یک جشنوارهٔ موسیقی در چکسلواکی کمونیست اجرا کرد، در آن‌جا وی با رئیس‌جمهور آینده چکسلواکی واتسلاو هاول ملاقات کرد و از وی خواست تا گیتارش را نگه دارد تا به‌این‌وسیله از دستگیری هاول جلوگیری کند. بایز در طول اجرا از اعضای منشور ۷۷ و گروه‌های حقوق بشری مخالف تجلیل نمود که باعث شد میکروفونش بلافاصله قطع شود. هاول او را منبع الهام و شخصیت تأثیرگذار شایان توجهی در انقلاب مخملی دانسته‌است.
جُون بایز در نوامبر ۲۰۱۱ در کنسرت موسیقی که برای معترضین جنبش اشغال وال استریت اجرا شد شرکت کرد. او «جو هیل»، «نمک زمین» ترانه‌ای از گروه رولینگ استونز و «پای سیب من کجاست؟» ترانهٔ خودش را اجرا کرد.

### انتقاد از حضور آمریکا در جنگ ویتنام و جنگ عراق
در سال ۱۹۶۴ جُون بایز به دخالت آمریکا در جنگ ویتنام اعتراض کرده و نود درصد از مالیات بر درآمدش را (که برای کمک به بودجه نظامی آمریکا است) پرداخت نکرد. همان سال در تظاهرات برای حق آزادی بیان که در دانشگاه برکلی کالیفرنیا برگزار شده‌بود شرکت کرد. پلیس آنقدر صبر کرد تا جُون بایز از دانشگاه خارج شود و سپس حدود ۸۰۰ دانشجو را بازداشت کرد.
در ۲۰۰۳ و ۲۰۰۴ بایز در تظاهرات‌هایی در سان فرانسیسکو و تگزاس در اعتراض به جنگ عراق به اجرای موسیقی پرداخت.

### انتقاد از حکومت شاه ایران
جُون بایز در سال ۱۹۷۷ با گروه‌های بین‌المللی مدافع حقوق بشر در ایران همکاری داشت و حتی در ترانه «آهنگ مرغان دریایی» در آلبوم «بادهای خلیج» خود آشکارا از شاه ایران انتقاد کرده بود. او در یک برنامه تلویزیونی بی‌بی‌سی، با اطلاق صفت «قاتل کودکان در برابر چشمان والدینشان» به محمدرضا شاه، رسماً اعتراض نمود که موجب احضار رسمی آنتونی پارسونز، سفیر بریتانیا در تهران و ابلاغ اعتراض رسمی دولت ایران شد. شاه و وزیر دربار به‌طور جداگانه نسبت به این اظهار بایز و همچنین برخی از گزارش‌های انتقادی بخش فارسی رادیو بی‌بی‌سی دربارهٔ حکومت ایران انتقاد کرده و آن‌ها را مغرضانه خطاب کرده بودند. اما این اتهام از سوی مسئولان شبکه جهانی بی‌بی‌سی رد شد.

### حمایت از راهپیمایی‌ها و تظاهرات مردمی خرداد ۱۳۸۸ در ایران
در ۲۵ ژوئن سال ۲۰۰۹ بایز ترانهٔ «We Shall Overcome» را به همراه چند خط شعر فارسی، در حمایت از جنبش مدنی مردم ایران بازخوانی کرد و نسخه‌ای از ویدئوی آن را-که در خانه‌اش ضبط کرده بود-برروی یوتیوب و وبگاه شخصی‌اش قرار داد.

او همچنین با پیامی که در وب‌سایتش با رنگ سبز نقش بست، از جنبش مسالمت‌آمیز و مدنی مردم ایران حمایت کرد و به آنان درود فرستاد. او با کلماتی سبز نوشت:
به مردم ایران: جهان با دیدن شما به قدرت رفتار غیرخشونت‌آمیز پی برد. ما آن را در غرش سکوت شما می‌شنویم و در چشمان شما می‌بینیم، آن گاه که آرام رو در روی رعب و دهشت می‌نشینید. شجاعت شما به شوقمان می‌آورد و فداکاری‌تان الهام‌بخشمان می‌شود. چه سعادتمندم من که زنده‌ام تا شاهد این جنبش باشم. دعاهایم، عشقم و حمایتم را به سوی‌تان روانه می‌کنم.

## آثار

### آلبوم‌های استودیویی و اجراهای زنده
1. Joan Baez, Vanguard (نوامبر ۱۹۶۰)
2. Joan Baez, Vol. 2, Vanguard (اکتبر ۱۹۶۱)
3. Joan Baez in Concert, Vanguard (سپتامبر ۱۹۶۲)
4. Joan Baez in Concert, Part 2, Vanguard (نوامبر ۱۹۶۳)
5. Joan Baez/5, Vanguard (نوامبر ۱۹۶۴)
6. Farewell Angelina, Vanguard (نوامبر ۱۹۶۵)
7. Noël, Vanguard (دسامبر ۱۹۶۶)
8. (Joan, Vanguard (اوت ۱۹۶۷
9. Baptism: A Journey Through Our Time, Vanguard (ژوئن ۱۹۶۸)
10. Any Day Now (Songs of Bob Dylan), Vanguard (دسامبر ۱۹۶۸)
11. David's Album, Vanguard (مه ۱۹۶۹)
12. (I Live) One Day at a Time, Vanguard (ژانویه ۱۹۷۰)
13. Carry It On (Soundtrack Album), Vanguard (1971)
14. Blessed Are..., Vanguard (1971)
15. Come from the Shadows, A&M (آوریل ۱۹۷۲)
16. Where Are You Now, My Son?, A&M (مارس ۱۹۷۳)
17. Gracias A la Vida, A&M (ژوئیه ۱۹۷۴)
18. Diamonds & Rust, A&M (آوریل ۱۹۷۵)
19. From Every Stage, A&M (فوریه ۱۹۷۶)
20. Gulf Winds, A&M (نوامبر ۱۹۷۶)
21. Blowin' Away, CBS (ژوئیه ۱۹۷۷)
22. Honest Lullaby, CBS (آوریل ۱۹۷۹)
23. Live -Europe '83, Gamma (ژانویه ۱۹۸۴)
24. Recently, Gold Castle (ژوئیه ۱۹۸۷)
25. Diamonds & Rust in the Bullring, Gold Castle (دسامبر ۱۹۸۸)
26. Speaking of Dreams, Gold Castle (نوامبر ۱۹۸۹)
27. Play Me Backwards, Virgin (اکتبر ۱۹۹۲)
28. Ring Them Bells, Guardian (اوت ۱۹۹۵)
29. Gone from Danger, Guardian (سپتامبر ۱۹۹۷)
30. Dark Chords on a Big Guitar, Koch (اکتبر ۲۰۰۳)
31. Bowery Songs, Proper Records (سپتامبر ۲۰۰۵)
32. Ring Them Bells (reissue double-disc with bonus tracks), Proper Records (فوریه ۲۰۰۷)

### Compilations
1. Folksingers 'Round Harvard Square (1959)
2. The First 10 Years, Vanguard (نوامبر ۱۹۷۰)
3. The Joan Baez Ballad Book, Vanguard (1972)
4. Hits: Greatest and Others, Vanguard (1973)
5. The Contemporary Ballad Book, Vanguard (1974)
6. The Joan Baez Lovesong Album, Vanguard (1976)
7. The Joan Baez Country Music Album (1977)
8. Best of Joan C. Baez, A&M (1977)
9. Joan Baez: Classics, A&M (1986)
10. Brothers in Arms, Gold Castle (1991)
11. No Woman No Cry, Laserlight (فوریه ۱۹۹۲)
12. Rare, Live & Classic (boxed set), Vanguard (1993)
13. Greatest Hits, A&M (1996)
14. Joan Baez Live At Newport, Vanguard (1996)
15. Best of Joan Baez: The Millennium Collection, A&M/Universal (1999)
16. The Complete A&M Recordings, Universal/A&M (2003)

### ترانه‌های تکی
- We Shall Overcome (1963) US #90, UK #26
- There But For Fortune (1965) US #50, UK #8
- It's All Over Now, Baby Blue (1965) UK #22
- Farewell Angelina (1965) UK #35
- Pack Up Your Sorrows (1966) UK #50
- Love Is Just A Four Letter Word (1969) US #86
- The Night They Drove Old Dixie Down (1971) US #3, UK #6
- Let It Be (1971) US #49
- In The Quiet Morning (1972) US #69
- Blue Sky (1975) US #57
- Diamonds and Rust (1975) US #35